# Stora Bosjön, Dalarna
Stora Bosjön är en sjö i Hedemora kommun i Dalarna och ingår i Dalälvens huvudavrinningsområde. Sjön har en area på 0,466 kvadratkilometer och ligger 142,7 meter över havet.

## Delavrinningsområde
Stora Bosjön ingår i det delavrinningsområde (669698-152146) som SMHI kallar för Mynnar i Dormen. Medelhöjden är 181 meter över havet och ytan är 10,85 kvadratkilometer. Det finns inga avrinningsområden uppströms utan avrinningsområdet är högsta punkten. Vattendraget som avvattnar avrinningsområdet har biflödesordning 3, vilket innebär att vattnet flödar genom totalt 3 vattendrag innan det når havet efter 166 kilometer. Avrinningsområdet består mestadels av skog (77 procent). Avrinningsområdet har 0,56 kvadratkilometer vattenytor vilket ger det en sjöprocent på 5,1 procent.